# 巴西利奧涅巴斯
巴西利奧涅巴斯（西班牙語：Villa Basilio Nievas），是阿根廷的城鎮，位於該國西部聖胡安省，是松達縣的首府，海拔高度775米，該地區的地震活動頻繁和低強度，2001年人口3,044。